# Pomer
Pomer település Spanyolországban,  Zaragoza tartományban. Pomer Ciria, Borobia, Calcena, Aranda de Moncayo és Malanquilla községekkel határos. Lakosainak száma 24 fő (2024).

## Népesség
A település népessége az utóbbi években az alábbiak szerint változott:
| Lakosok száma | 34   | 35   | 31   | 38   | 35   | 34   | 27   | 22   | 26   | 24   |
|               | 2001 | 2004 | 2007 | 2009 | 2012 | 2014 | 2017 | 2019 | 2022 | 2024 |